# 荒井のり子
荒井のり子（日语：／ Arai Noriko，1973年—），日本女子田径运动员。她曾代表日本参加1996年、2000年和2004年夏季残疾人奥林匹克运动会田径比赛，获得二枚金牌、二枚银牌和一枚铜牌。